# Обрад Драгослалић
Обрад Драгослалић (умро после 1390) је био српски властелин из области Ибра.

## Биографија
О војводи Обраду говоре три повеље. Њихови оригинали и данас се чувају у Хиландару. Прву је издао кнез Лазар крајем 1387. године. Из ње сазнајемо да је Лазаров властелин Обрад Драгослалић саградио цркву у селу Кукањ посвећену Ваведењу Пресвете Богородице. Новоподигнутој цркви даровао је село у коме су подигнута и три засеока: Чајетина, Шипачина и Ново Село. Село и засеоци били су у поседу Обрадове породице још у доба "светих краљева" о чему је као доказ војвода приложио Лазару хрисовуље. Лазар је потврдио да се села налазе у потпуној својини ктитора. О истој цркви исправу је издао и патријарх Спиридон 19. јануара 1388. године. Патријарх је потврдио Лазареву потврду о баштинским правима ктитора на цркву Пресвете Богородице на Ибру.
Село Кукањ, са засеоцима Чајетина, Шипачина и Ново Село дошли су у посед Мусића након смрти цара Уроша Немањића. Мусићи нису дирали у баштинска права породице Драгослалић. Обрад и чланови његове породице наставили су да управљају својим поседима под врховном влашћу Мусића. Убрзо је Обрад стекао поверење нових господара. Као посланик Мусића појављује се 11. јануара 1388. године у Дубровнику. Војвода Обрад је, за разлику од Мусића, преживео Косовски бој. Неколико година касније изгубио је своју баштину. О томе нас обавештава трећа повеља у којој се помиње Обрад Драгослалић. Издао ју је Стефан Лазаревић манастиру Хиландару почетком 15. века. У повељи пише да су хиландарски монаси тражили од Стефана да им уступи цркву Ваведења Пресвете Богородице са поседима коју је својевремено војвода Обрад Драгослалић обећао Хиландару и о томе издејствовао од кнеза Лазара да се напише повеља која, из непознатих разлога, није објављена.
Стефан даље пише да је Обраду због невере одузета баштина и да је предата неком властелину, чије се име не наводи, у пронију. У договору са својом мајком, патријархом Данилом, митрополитима, игуманима и властелом, Стефан је одлучио да Хиландару поклони цркву заједно са следећим поседима: село Кукањ, заселак Чајетина, село Шипачина, заселак Ново Село, село Присојник и у Храшатама три засеока са уљаницама. Обрад је извршио неверу по погибији кнеза Лазара. Тада се приклонио Вуку Бранковићу који је у спољној политици заузео другачији став од Лазаревих наследника, синова Стефана и Вука, као и њихове мајке Милице. Лазареви наследници постали су турски вазали, док је Вук ступио у савез са босанским краљем Твртком и угарским краљем Жигмундом. Година Обрадове смрти није позната.